# San Vittore Olona
San Vittore Olona es un municipio situado en la ciudad metropolitana de Milán, en Lombardía. Tiene una población estimada, a fines de octubre de 2022, de 8246 habitantes.

## Evolución demográfica
| Gráfica de evolución demográfica de San Vittore Olona entre 1861 y 2022 |
|                                                                         |
| Fuente: ISTAT - Elaboración gráfica de Wikipedia                        |